# Lioré et Olivier LeO H-43
Lioré et Olivier LeO H-43 là một loại thủy phi cơ trinh sát sản xuất ở Pháp vào thập niên 1930.

## Quốc gia sử dụng
France
- Aéronavale
  - Escadrille 3S1
  - Escadrille 3S5

## Tính năng kỹ chiến thuật
Đặc điểm tổng quát
- Kíp lái: 3
- Chiều dài: 11,00 m (36 ft 1 in)
- Sải cánh: 16,00 m (52 ft 6 in)
- Chiều cao: 3,85 m (12 ft 8 in)
- Diện tích cánh: 36,0 m2 (387 ft2)
- Trọng lượng rỗng: 1.760 kg (3.870 lb)
- Trọng lượng có tải: 3.375 kg (7.425 lb)
- Powerplant: 1 × Hispano-Suiza 9Vb, 480 kW (650 hp)

Hiệu suất bay
- Vận tốc cực đại: 222 km/h (139 mph)
- Tầm bay: 850 km (530 dặm)
- Trần bay: 6.200 m (20.300 ft)

Vũ khí trang bị
- 2 × súng máy